# Luella Miner
Sarah Luella Miner (30 de outubro de 1861 - 2 de dezembro de 1935) foi uma educadora americana e missionária cristã na China. Ela fundou e dirigiu o North China Union College for Women, a primeira faculdade feminina da China.

## Juventude
Miner nasceu em Oberlin, Ohio, filha de Daniel Irenaeus Miner e Lydia Jane Cooley Miner. SO su pai era missionário e professor; depois da Guerra Civil Americana, ele ensinou homens libertos no Tougaloo College, no Mississippi, e Miner treinou como professora lá. Ela completou o bacharelato no Oberlin College em 1884. Ela recebeu um título honorário de Doutora em Letras do Oberlin College em 1914.

## Carreira

### Ensino
Após uma passagem pela Fisk University, Miner tornou-se professora missionária na China, pelo Conselho Americano de Comissários para Missões Estrangeiras (ABCFM) em 1887. Ela estudou chinês, incluindo chinês literário, em Paotingfu. De 1888 a 1902, ela leccionou na Luho School for Boys e no North China Union College em Tungchow. Em 1900, ela foi presa como estrangeira durante a Rebelião dos Boxers.
Em 1901, ela acompanhou dois estudantes chineses, H. H. Kung e Fei Ch'i-hao, ao Oberlin College. Ela ajudou a financiar a sua educação com a venda de um livro, Dois Heróis do Cathay, que também incluía o seu apelo contra a Lei de Exclusão Chinesa: "Nós fizemos as leis. Se estão fazendo injustiça, cabe a nós muda-las. " Enquanto estava nos Estados Unidos em 1901, ela também falou na reunião do Conselho de Mulheres das Missões do Interior, realizada em Oberlin.
Em 1903, ela mudou-se para Pequim e foi directora da Bridgman Academy, uma escola para meninas, por uma década. Ela fundou o North China Union College for Women em 1905, a primeira faculdade para mulheres da China, e serviu como reitora da faculdade até 1922. Na Shantung Christian University, ela foi reitora de mulheres e ensinou teologia de 1922 a 1932. Miner representou a China no Conselho Missionário Internacional quando este se reuniu em Jerusalém em 1928.

### Escrita
Miner escreveu um Livro Didático de Geologia para uso nas escolas chinesas. Ela escreveu sobre as suas experiências na Rebelião dos Boxers em Dois Heróis de Cathay (1902), e em outro livro, Livro dos Mártires da China: Um Registo de Martírios Heróicos e Libertações Maravilhosas de Cristãos Chineses durante o verão de 1900 (1903). Ela também publicou uma história escolar, Evolução de uma faculdade para mulheres na China: North China Union Woman's College, Pequim (1914); Educação Cristã de Mulheres Chinesas (Chicago, nd )

## Morte e legado
Miner morreu de pneumonia em Jinan, China, em 1935, aos 74 anos. O seu ex-aluno H. H. Kung pagou o seu funeral "como uma tradicional demonstração de respeito". Há uma residência universitária no Colégio Feminino da Universidade de Yenching com o nome de Miner. Os artigos de Miner podem ser encontrados nos artigos da ABCFM na Biblioteca Houghton de Harvard. Há também uma pequena colecção dos seus artigos nas Bibliotecas da Universidade de Washington.